# Lucian Băluț
Lucian Băluț (n. 5 octombrie 1952) este un fost deputat român în legislatura 2004-2008 pe listele PD-L. Lucian Băluț a fost validat ca deputat pe data de 8 februarie 2008, când l-a înlocuit pe deputatul Corneliu Ioan Dida. Lucian Băluț este profesor universitar din 1997 și a fost decan la Facultatea de Electromecanică Navală de la Universitatea din Constanța între 1990-1993 și 1996-2004.  